# Orquesta Sinfónica del Estado de São Paulo

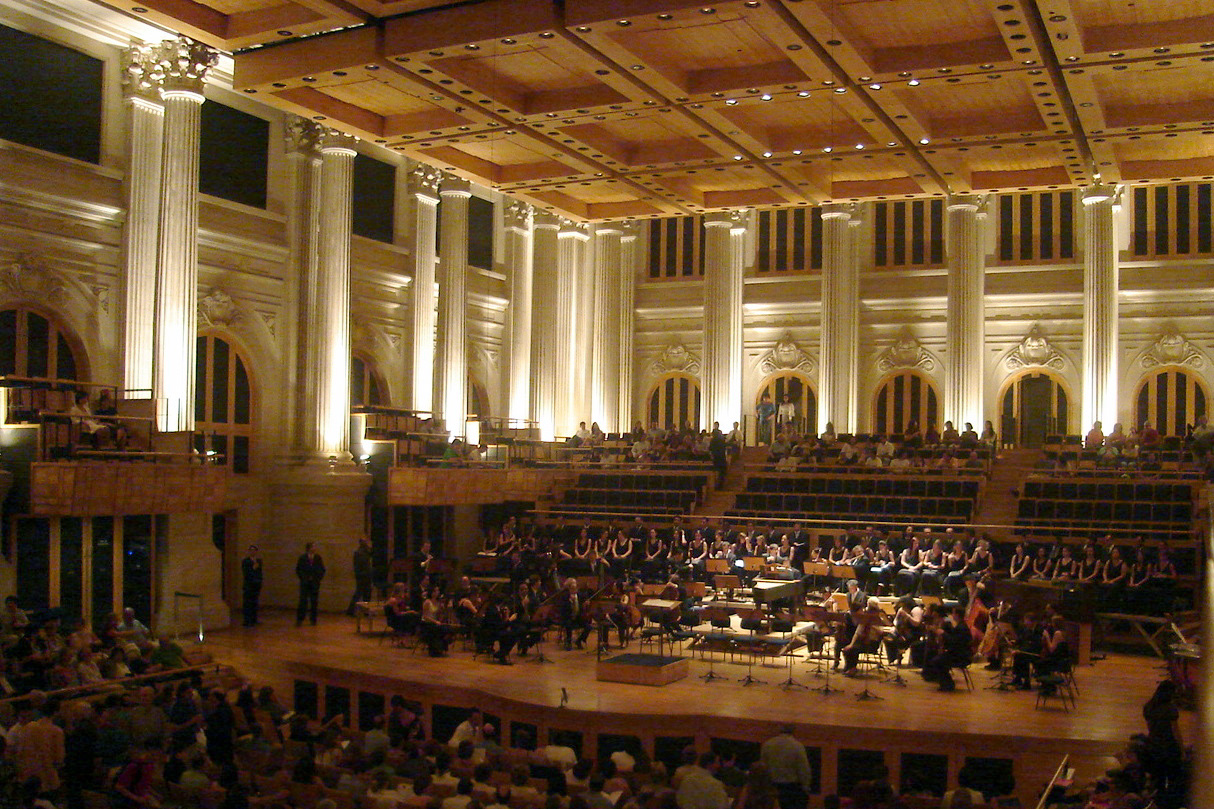
Orquesta Sinfónica del Estado de São Paulo

La Orquesta Sinfónica del Estado de São Paulo (en portugués Orquestra Sinfônica do Estado de São Paulo) conocida también por sus siglas (OSESP), es mantenida a través de recursos públicos del Estado de São Paulo. 
Fue creada en 1954 por Souza Lima, actualmente es considerada una de las mejores de América Latina. Su sede, la Sala São Paulo, fue construida en una antigua estación de tren (Estación Júlio Prestes, que hoy forma parte de la línea B de la CPTM) del centro de la ciudad de São Paulo. 
La orquesta fue dirigida por el gran maestro Eleazar de Carvalho por 24 años. Desde 1996, su director es el maestro John Neschling, responsable por su reestructuración con el objetivo de alcanzar niveles de excelencia internacionales.
El 22 de junio de 2005 fue creada la Fundación OSESP, una entidad sin fines de lucro para mantener y administrar la orquesta. Sus recursos provienen tanto del Estado de São Paulo como del sector privado. Con esto, se pretende atraer músicos para trabajar en la OSESP de acuerdo con la Consolidación de las Leyes del Trabajo (CLT) de Brasil, además de hacerla más independiente. La fundación es presidida por Fernando Henrique Cardoso.